# Elaphoglossum micropogon
Elaphoglossum micropogon är en träjonväxtart som beskrevs av John T. Mickel. Elaphoglossum micropogon ingår i släktet Elaphoglossum och familjen Dryopteridaceae. Inga underarter finns listade.